# Villa Comaltitlán
Villa Comaltitlán est une municipalité du Chiapas, au Mexique. Elle couvre une superficie de 72 ou 447 km2 et compte 28 961 habitants en 2015.